# Öztorun
Öztorun ist ein türkischer Familienname, gebildet aus den türkischen Elementen öz und torun.

## Namensträger
- Ferhat Öztorun (*  1987), türkischer Fußballspieler
- Necdet Öztorun (1924–2010), türkischer General und Befehlshaber der Landstreitkräfte